# Ћехотина
Ћехотина (Ћеотина, Ћотина, Чехотина) је река у северозападној Црној Гори и источној Републици Српској, БиХ, десна притока реке Дрине. Извире под планином Стожером. Дуга је 125 km, а површина слива износи 1.380 km².

## Курс
У горњем току протиче кроз уску, до 300 m дубоку клисурасту долину, из које излази код Пљеваља. Након протицања кроз Пљеваљску котлину, поново има карактер планинске реке. У доњем току, низводно од притоке Каменице, опет тече кроз дубоку долину, са местимичним ерозионо-тектонским проширењима. Од Викоча до у ушћа тече територијом Републике Српске, БиХ.
Улива се у Дрину код Фоче. После Лима највећа је притока Дрине. Њен слив има просечно годишње 975 mm падавина. Даје Дрини просечно 22,4 m³/s воде, а при најнижим водостајима у септембру свега 2,60 m³/s.

## Карактеристике
Ћехотина тече 100 km у Црној Гори, и 25 у Босни и Херцеговини.
Нема већих притока, а најзначајнија је Володер, која се код Градца улива у Ћехотину.
Река има значајан хидроенергетски потенцијал, али се ништа од тога не користи.

## Галерија
- Ћехотина у центру Фоче
- Ћехотина у амбијенталној целини Ћерезлук
- Ћехотина зими